# Onalcidion obscurum
Onalcidion obscurum är en skalbaggsart som beskrevs av Gilmour 1957. Onalcidion obscurum ingår i släktet Onalcidion och familjen långhorningar.
Artens utbredningsområde är Venezuela. Inga underarter finns listade i Catalogue of Life.